# Landesklinikum Neunkirchen

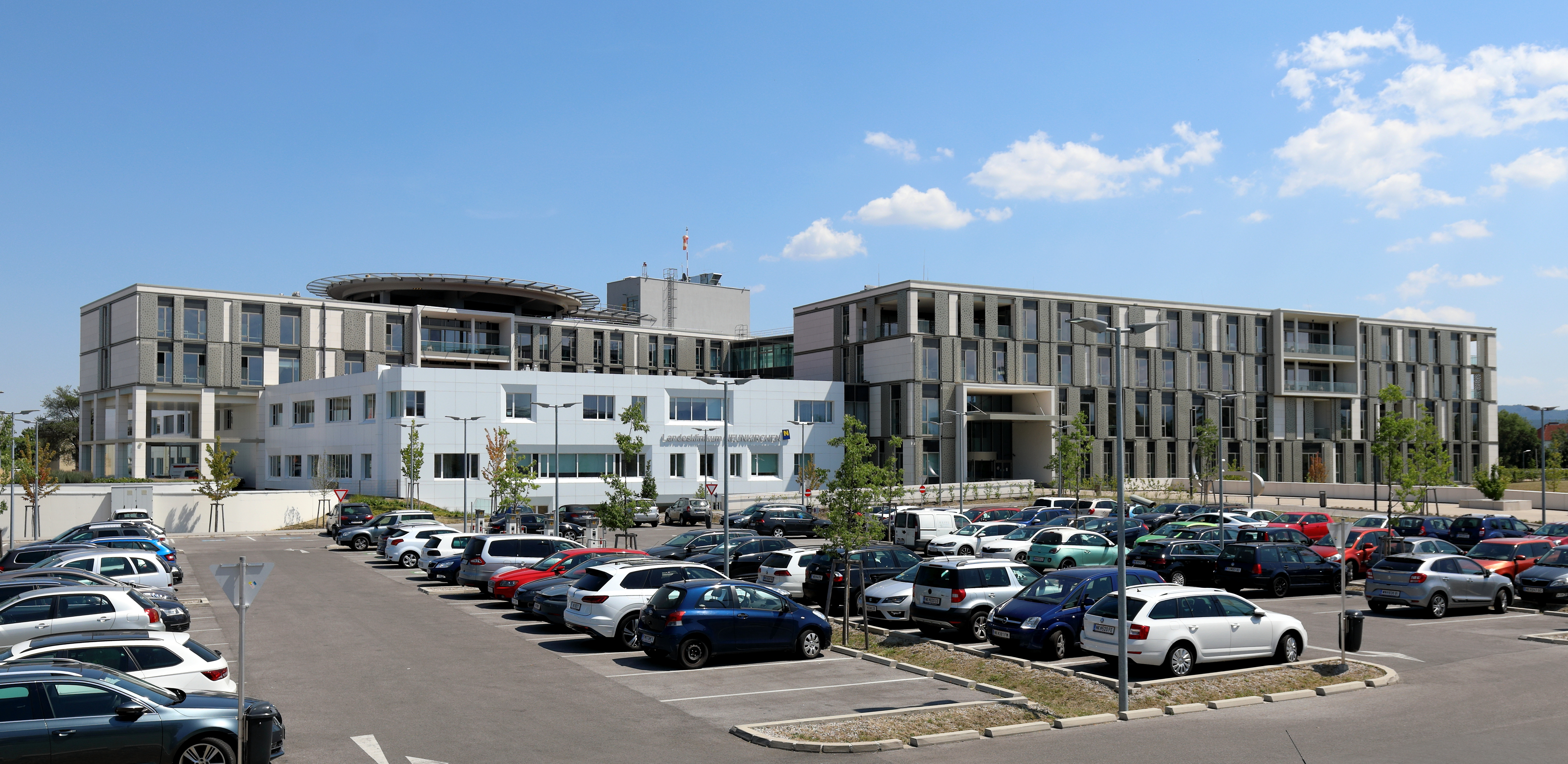
Neues Landesklinikum; Eröffnung 2015

Das Landesklinikum Neunkirchen befindet sich im niederösterreichischen Neunkirchen und wird von der Niederösterreichischen Landeskliniken-Holding geführt.
Durch die Standorteröffnung der Danube Private University in Wiener Neustadt und die notwendige Zusammenarbeit mit den Kliniken der Umgebung, wird unter anderem der Standort Neunkirchen ab Herbst 2024 als Universitätsklinikum betrieben.
Im Krankenhaus in der Stadt Neunkirchen wurden im Jahr 2008 etwa 14.800 Patienten stationär behandelt. Für die 360 Betten sind 810 Mitarbeiter zuständig. Es befindet sich auch ein nicht genehmigter Landeplatz für die Flugrettung.

## Geschichte
Das Krankenhaus Neunkirchen wurde im Jahr 1896 eröffnet und befindet sich in einem Gebäude, das vom Architekten Eugen Sehnal geplant und errichtet wurde.
Es ist die Folgeeinrichtung von dem bis Ende des 19. Jahrhunderts bestehenden Bürgerspitals in der Seebensteiner Straße. Das Bürgerspital war eigentlich ein Armenhaus und Altersheim und nicht für Kranke gedacht. Aus diesem Grund beschloss die Gemeinde Neunkirchen, die erst später zur Stadt erhoben wurde, ein Krankenhaus am heutigen Standort zu errichten. Dabei unterstützten zahlreiche Sponsoren, wie Unternehmen, Banken oder Genossenschaften des ganzen Bezirkes die Gemeinde um den Bau zu ermöglichen.
Zwei Jahre dauerte der Bau, bis er für 60 Patienten am 19. Dezember eröffnet werden konnte. Den Status des öffentlichen Krankenhauses in Neunkirchen erhielt es am 6. November 1897. 
Im Jahr 1913 wurde eine chirurgische Abteilung geschaffen, die auch während des Ersten Weltkrieges verwundete Soldaten behandelte. Zusätzlich wurde auch eine Infektionsbaracke eingerichtet. Diese konnte in den Jahren 1926 bis 1938 durch einen Neubau ersetzt werden. Gleichzeitig wurde auch eine Medizinische Abteilung mit Labor und eine Küche errichtet. Die Pflege der Patienten erfolgte durch geistliche Schwestern des Franziskanischen Orden.
Während des Zweiten Weltkrieges war keine weitere Bautätigkeit möglich und nur unter schwierigen Bedingungen konnte der Betrieb nach dem Krieg wieder ablaufen.
Nach dem Krieg wurde das Spital durch die Stadt laufend erweitert und modernisiert. In den Jahren 1953/1954 wurde eine Röntgenstation eingerichtet. Erst 1962 war es auch möglich einen eigenen Anästhesisten anzustellen und zwei Jahre später wurde die Unfallabteilung eröffnet. Die Verwaltung des Spitals wurde im ehemaligen Wohntrakt der geistlichen Schwestern eingerichtet.
In den weiteren Jahren konnte nicht nur die Chirurgie ausgebaut werden, sondern eine Herzüberwachungsstation und eine Intensivstation eingerichtet werden.
In den letzten beiden Jahrzehnten des 20. Jahrhunderts wurden die Gebäude durch Aufstocken vergrößert, so dass die Abteilungen ebenfalls vergrößert werden konnten. Auch die Küche wurde dem steigenden Bedarf angepasst. Ein eigenes CT- und Röntgengebäude wurde gebaut. Seit 1989 besteht auch eine Notarztwagen-Einsatzstelle. 
Im Personalwohnhaus wurde eine Krankenpflegeschule eingerichtet, während das Gebäude der ehemaligen Infektionsabteilung an das Landespensionistenheim Gloggnitz vermietet wurde. Weitere Modernisierungen, wie Notstromaggregate oder Warmwasseraufbereitung wurden laufend durchgeführt.
Die Abteilung für Psychiatrie und psychotherapeutische Medizin wurde im März 2000 eröffnet sowie die Orthopädie und Unfallversorgung im Jahr 2003.
Im Jahr 2008 wurde das Land Niederösterreich neuer Eigentümer und wird seither von der Niederösterreichischen Landeskliniken-Holding geführt.
Im Jahr 2009 wurde bekanntgegeben, dass das Krankenhaus am gleichen Standort abgerissen und neu errichtet wird. Mit einem Investitionsvolumen von etwa 100 bis 120 Millionen Euro soll dies billiger als eine Renovierung kommen. Fertiggestellt soll der Neubau im Jahr 2014 sein.
Ein Neubau wurde schon einmal von der Stadtgemeinde Neunkirchen beschlossen. Bereits im Jahr 2002 plante die Stadt es auf dem Gelände der ehemaligen Schraubenfabrik NSW. Da dieses Gelände teilweise von Altlasten befreit werden musste und andererseits einige denkmalgeschützte Gebäude vorhanden waren, wurde schon damals begonnen einige Teile des Krankenhauses dort einzumieten.
Bei der folgenden Planung wurde der Neubau ebenfalls auf diesem Gelände vorgesehen.
Durch die Übernahme des Landes befürchtete man das Aus eines Neubaues. Von der Stadt mussten sogar Projektabbruchkosten bezahlt werden. Im November 2015 erfolgt die Übersiedlung in den fertiggestellten Neubau.

## Abteilungen und Ambulanzen
Am Klinikum werden aktuell sechs Abteilungen und drei Institute geführt:
- Anästhesiologie und Intensivmedizin
- Chirurgie
- Gynäkologie und Geburtshilfe
- Innere Medizin
- Orthopädie, Orthopädische Chirurgie und Unfallchirurgie
- Psychiatrie und Psychotherapeutische Medizin

- Institut für Medizinische und Chemische Labordiagnostik
- Institut für Physikalische Medizin und Rehabilitation
- Institut für Radiologie

Weiters werden folgende Ambulanzen geführt:
- Anästhesieambulanz
- Chirurgische Ambulanz
- Gynäkologische Ambulanz
- Hepatitisambulanz
- Laborambulanz
- Orthopädische Ambulanz
- Physikalische Medizin und Rehabilitation Ambulanz
- Psychiatrie und Psychotherapeutische Medizin Aufnahmeambulanz
- Nachsorgeambulanz für Diabetiker
- Rheumaambulanz
- Schmerzambulanz
- Unfallambulanz